# دورماکابا

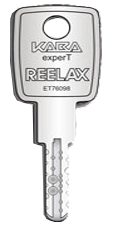

دورماکابا (انگلیسی: Dormakaba) شرکت فناوری سوئیسی است، که در سال ۱۸۶۲ تأسیس شد.